# Moralno slepilo
Moralno slepilo, poznato i kao etičko slepilo, definiše se kao privremena nesposobnost osobe da vidi etički aspekt odluke koju donosi. Često je uzrokovana spoljnim faktorima zbog kojih pojedinac nije u stanju da sagleda nemoralni aspekt svog ponašanja u toj konkretnoj situaciji.
Dok koncept moralnog slepila (i šire, koncepta nemorala) ima svoje korene u antičkoj filozofiji, ideja moralnog slepila postala je popularna nakon događaja iz Drugog svetskog rata, posebno Holokausta. Ovo je dovelo do više istraživanja psihologa i nekih iznenađujućih otkrića (naročito Stenlija Milgrama i Filipa Zimbarda) o ljudskom ponašanju u kontekstu poslušnosti i pristrasnosti autoriteta.
Moralno slepilo je identifikovano kao problem u oblastima kao što su poslovna organizacija i pravni sistemi.

## Pregled
Moralno slepilo je pojava u kojoj ljudi sa dovoljnim sposobnostima moralnog rasuđivanja privremeno nisu u stanju da vide razum zbog čega se ponašaju na način koji je suprotan njihovim stvarnim moralnim vrednostima. Ovo ponašanje može biti uzrokovano situacionim ili drugim faktorima. Ideja moralnog slepila obično zahteva sledeće: ljudi treba da odstupe od svojih suštinskih moralnih uverenja i ovo odstupanje treba da bude privremeno i nesvesno, tj. ljudi u trenutku nisu svesni svog neetičkog ponašanja.
Interesovanje za ideju moralnog slepila poraslo je nakon Hana Arentinog Ajhmana u Jerusalimu. Izveštaj o banalnosti zla koji se fokusirao na Adolfa Ajhmana, nemačko-austrijskog nacističkog vojnika koji je bio odgovoran za deportaciju Jevreja u logore istrebljenja i samim tim je odigrao glavnu ulogu u Holokaustu.
Ideje moralnog slepila i „banalnosti zla“ takođe su uticale na polje psihologije i dovele do nekih zapaženih studija tokom 70-ih, kao što su studije poslušnosti Stenlija Milgrama i Eksperiment u zatvoru Stanford Filipa Zimbarda. Ove studije su se bavile uticajem autoriteta na poslušnost i individualno ponašanje.
Naknadna istraživanja su razmatrala moralno slepilo u kontekstu izvan ratnih zločina i genocida. Ideja je proširena na proučavanje ponašanja ljudi u različitim oblastima kao što su organizaciono ponašanje i mentalno zdravlje, da spomenemo samo neke.